# Pansexualidade

Símbolo da pansexualidade

Bandeira do orgulho pansexual

Pansexualidade é a atração sexual, romântica ou emocional em relação às pessoas, independentemente de seu sexo ou identidade de gênero. Pessoas pansexuais podem se referir a si mesmas como indiferentes a gênero, afirmando que gênero e sexo não são fatores determinantes em sua atração sexual ou romântica por outros.
A pansexualidade pode ser considerada uma orientação sexual por direito próprio ou um ramo da bissexualidade, para indicar uma identidade sexual alternativa. Assim como bissexuais, pessoas pansexuais estão abertas a relacionamentos com pessoas que não se identificam estritamente como homens ou mulheres, e a pansexualidade, portanto, rejeita o binário de gênero. Ela é erroneamente considerada um termo mais abrangente do que bissexual pelo senso comum. Até que ponto o termo bissexual é exclusivo quando comparado com o termo pansexual é debatido dentro da comunidade LGBT, especialmente a comunidade bissexual. Algumas das figuras públicas pansexuais são Miley Cyrus, Serguei, Renato Russo, Reynaldo Gianecchini, Janelle Monáe, Demi Lovato e Brendon Urie.

## História do termo
A pansexualidade também é às vezes usada como sinônimo da omnissexualidade. Omnissexualidade pode ser usada para descrever aqueles "atraídos por pessoas de todos os gêneros em todo o espectro de gênero", consciente do gênero, e pansexualidade pode ser usada para descrever as mesmas pessoas, ou aqueles atraídos por pessoas "independentemente do gênero". O prefixo pan- vem do grego antigo πᾶν (pan), que significa "tudo, todos".
O pensador Friedrich Schiller usou o termo pansexualismo para explicar a civilização estética e sensual que conciliava sensualidade com razão. As palavras híbridas pansexual e pansexualism foram atestadas pela primeira vez em 1914 (escrito pan-sexualismo), cunhadas por oponentes de Sigmund Freud, para denotar a ideia "de que o instinto sexual desempenha o papel principal em toda atividade humana, mental e físico".
O conceito de pansexualidade como algo distinto de outros rótulos de sexualidade começou a surgir nas décadas de 1920 e 1930 nos EUA, com relatos de pessoas que 'amavam além de rótulos e fronteiras' no Harlem e Chicago, bem como homens na década de 1930 em Nova York descritos em Gay New York, de George Chauncey, como 'difícil argumentar que eles eram realmente homossexuais', mas 'nem eles poderiam ser plausivelmente considerados heterossexuais' e 'nem eram bissexuais'. Em vez disso, eles foram descritos como 'homens que estavam interessados em atividade sexual definida não pelo gênero de seu parceiro'.
O termo continuou a evoluir nas cenas queer e kink dos anos 80 e 90, onde começou a ser usado para denotar a ideia de uma pessoa que estaria interessada em uma ampla gama de experiências sexuais, e não como um termo limitado a definir a sexualidade de alguém com base no gênero. Já em 1974, Alice Cooper descreve o conceito de pansexualidade como "o prefixo 'pan' significa que você está aberto a todos os tipos de experiências sexuais, com todos os tipos de pessoas. Significa o fim das restrições, significa que você pode se relacionar sexualmente com qualquer ser humano".
À medida que a compreensão da identidade e a popularidade da teoria queer se desenvolveram, as definições e possibilidades para o termo também se desenvolveram. De acordo com o livro Bisexual and Pansexual Identities: Exploring and Challenging Invisibility and Invalidation de Nikki Hayfield, o termo pansexualidade na definição de hoje "entrou em uso durante a década de 1990, juntamente com a menos reconhecida pomossexualidade (sexualidade pós-moderna)". Recursos da época afirmam que o termo como o conhecemos surgiu como uma resposta à desconstrução de ideias tradicionais sobre desejo e identidade, uma resposta à teoria queer e também um gesto de solidariedade e inclusão com as comunidades trans e não binárias.

## Pansexualidade versus bissexualidade (versus polissexualidade)
Bissexualidade é frequentemente utilizada como termo guarda-chuva que denota atração por pelo menos dois gêneros (os gêneros similares e os diferentes), incluindo todos os casos que não são de uma monossexualidade. Essa concepção invalida essas outras sexualidades e deve ser rejeitada. Outro uso comum é para referir a quem sente atração por apenas homens e mulheres, que também está errado, pois ela não é binarista. A polissexualidade é a atração por mais de um gênero, mas não todos, conceito que ainda é debatido na comunidade LGBTQIAP+. Quanto à atração, a pansexualidade não se diferencia da bissexualidade, sendo a definida como a capacidade de se atrair por todos os gêneros. Ainda assim, elas são diferentes e ambas válidas por causa do contexto histórico em que cada uma surgiu e pelo seu peso político. Para pessoas que querem se referir a todas as sexualidades plurais e múltiplas, podem usar os termos multissexualidade, monodissidência e plurissexualidade.

### Convenção
Atualmente convencionou-se que a diferença entre bissexualidade e pansexualidade é que, enquanto uma pessoa que se autodenomina bissexual reconhece os diferentes gêneros e os encara de forma diferente (podendo a percepção de diferenças levar a uma atração de diferentes graus conforme o gênero), uma pessoa pansexual sente atração por todos os gêneros sem fazer distinção, por isso é definida como atração independentemente do gênero. Há ainda pessoas que se consideram polissexuais e que, apesar de não sentirem atração por todos os gêneros (não se considerando pansexuais), não partilham da percepção da bissexualidade.

## Dia da Pansexualidade
No mundo, o dia internacional do orgulho pansexual é comemorado no dia 8 de dezembro, dedicado a celebrar a pansexualidade, enquanto o dia da visibilidade pansexual e panromântica é comemorado no dia 24 de maio, todo ano.